# Thủ tướng Nhà nước Palestine
Thủ tướng Nhà nước Palestine (tiếng Ả Rập: رئيس وزراء دولة فلسطين), là người đứng đầu chính phủ của Nhà nước Palestine. Thủ tướng Nhà nước Palestine được bổ nhiệm bởi Tổng thống Nhà nước Palestine.
Hiện nay, người đang giữ chức vụ Thủ tướng Nhà nước Palestine là ông Mohammad Shtayyeh, một chuyên gia kinh tế và thành viên Ban chấp hành trung ương đảng Fatah.

## Quyền hạn
Theo Hiến pháp Palestine năm 2003, quyền hạn của Thủ tướng Nhà nước Palestine bao gồm:
1. Chủ trì các cuộc họp của Hội đồng Bộ trưởng Palestine và đề xuất các chính sách, chiến lược, kế hoạch và dự án quốc gia.
2. Giám sát việc thực hiện các quyết định của Hội đồng Bộ trưởng và các nghị quyết của Hội đồng Quốc gia Palestine.
3. Đề xuất các bộ trưởng và các cơ quan ngang bộ cho Tổng thống để bổ nhiệm hoặc miễn nhiệm.
4. Ký các hiệp định quốc tế và các văn bản pháp lý khác theo sự ủy quyền của Tổng thống.
5. Báo cáo về hoạt động của chính phủ trước Hội đồng Quốc gia Palestine và Hội đồng Lập pháp Palestine.